# Mistrovství světa v zápasu ve volném stylu 2018
Mistrovství světa v zápasu ve volném stylu za rok 2018 proběhlo v Papp László Budapest Sportaréně v Budapešti, Maďarsko ve dnech 20.-25. října 2018.

## Česká stopa
- -57 kg - Lenka Hocková
- -65 kg - Adéla Hanzlíčková

## Program

### Vyřazovací boje
- SO – 20.10.2018 – muži (−61 kg, −74 kg, −86 kg, −125 kg)
- NE – 21.10.2018 – muži (−57 kg, −65 kg, −79 kg, −92 kg)
- PO – 22.10.2018 – muži (−70 kg, −97 kg); ženy (−55 kg, −59 kg)
- ÚT – 23.10.2018 – ženy (−65 kg, −68 kg, −72 kg, −76 kg)
- ST – 24.10.2018 – ženy (−50 kg, −53 kg, −57 kg, −57 kg)

### Boje o medaile
- NE – 21.10.2018 – muži (−61 kg, −74 kg, −86 kg, −125 kg)
- PO – 22.10.2018 – muži (−57 kg, −65 kg, −79 kg, −92 kg)
- ÚT – 23.10.2018 – muži (−70 kg, −97 kg); ženy (−55 kg, −59 kg)
- ST – 24.10.2018 – ženy (−65 kg, −68 kg, −72 kg, −76 kg)
- ČT – 25.10.2018 – ženy (−50 kg, −53 kg, −57 kg, −57 kg)

## Výsledky

### Muži
| Kategorie | Zlato                            | Stříbro                  | Bronz                       | Bronz                          |
| --------- | -------------------------------- | ------------------------ | --------------------------- | ------------------------------ |
| −57 kg    | Zaur Ugujev (RUS)                | Nurislam Sanajev (KAZ)   | Juki Takahaši (JPN)         | Süleyman Atlı (TUR)            |
| −61 kg    | Yowlys Bonne (CUB)               | Gadžimurad Rašidov (RUS) | Joe Colon (USA)             | Tümenbilegín Tüvšintulga (MGL) |
| −65 kg    | Takuto Otoguro (JPN)             | Badžarang Púnija (IND)   | Achmed Čakajev (RUS)        | Alejandro Valdés (CUB)         |
| −70 kg    | Magomedrasul Gazimagomedov (RUS) | Adam Batyrov (BRN)       | Franklin Maren (CUB)        | Zurab Ijakobišvili (GEO)       |
| −74 kg    | Zaurbek Sidakov (RUS)            | Avtandil Kenčadze (GEO)  | Jordan Burroughs (USA)      | Bekzod Abdurahmonov (UZB)      |
| −79 kg    | Kyle Dake (USA)                  | Džabrajil Hasanov (AZE)  | Achmed Gadžimagomedov (RUS) | Ali Šabanov (BLR)              |
| −86 kg    | David Taylor (USA)               | Fatih Erdin (TUR)        | Tajmuraz Frijev (ESP)       | Hasan Jazdání (IRI)            |
| −92 kg    | J'den Cox (USA)                  | Ivan Jankovskij (BLR)    | Acuši Macumoto (JPN)        | Alírezá Karímí (IRI)           |
| −97 kg    | Abdulrašid Sadulajev (RUS)       | Kyle Snyder (USA)        | Abraham Conyedo (ITA)       | Elizbar Odykadze (GEO)         |
| −125 kg   | Geno Petrijašvili (GEO)          | Teng Č'-wej (CHN)        | Nick Gwiazdowski (USA)      | Parvíz Hádí (IRI)              |

### Ženy
| Kategorie | Zlato                     | Stříbro                       | Bronz                   | Bronz                    |
| --------- | ------------------------- | ----------------------------- | ----------------------- | ------------------------ |
| −50 kg    | Jui Susakiová (JPN)       | Marija Stadnyková (AZE)       | Oksana Livačová (UKR)   | Sun Ja-nan (CHN)         |
| −53 kg    | Haruna Okunová (JPN)      | Sarah Hildebrandtová (USA)    | Diana Weickerová (CAN)  | Pchang Čchien-jü (CHN)   |
| −55 kg    | Maju Mukaidaová (JPN)     | Zalina Sidakovová (BLR)       | Lianna Monterová (CUB)  | Čong Mjong-suk (PRK)     |
| −57 kg    | Žung Ning-ning (CHN)      | Biljana Dudovová (BUL)        | Emese Barkaová (HUN)    | Púdža Dhándáová (IND)    |
| −59 kg    | Risako Kawaiová (JPN)     | Elif Jale Yeşilırmaková (TUR) | Pchej Sing-žu (CHN)     | Bátardžavyn Šóvdor (MGL) |
| −62 kg    | Tajbe Juseinová (BUL)     | Jukako Kawaiová (JPN)         | Julija Tkačová (UKR)    | Mallory Velteová (USA)   |
| −65 kg    | Petra Olliová (FIN)       | Danielle Lappageová (CAN)     | Ajana Gempeiová (JPN)   | Iryna Netrebová (AZE)    |
| −68 kg    | Alla Čerkasovová (UKR)    | Koumba Larroqueová (FRA)      | Čou Feng (CHN)          | Tamyra Mensahová (USA)   |
| −72 kg    | Justina Di Stasiová (CAN) | Očirbatyn Nasanburmá (MGL)    | Martina Kuenzová (AUT)  | Buse Tosunová (TUR)      |
| −76 kg    | Adeline Grayová (USA)     | Yasemin Adarová (TUR)         | Hiroe Minagawaová (JPN) | Erica Wiebeová (CAN)     |